# Bu Wancang
Bu Wancang (chinois simplifié : 卜万苍 ; chinois traditionnel : 卜萬蒼 ; pinyin : Bǔ Wàncāng, né le 23 août 1903 à Anhui et mort le 30 décembre 1973) est un scénariste et réalisateur chinois actif entre les années 1920 et 1960. Il est également connu sous les noms Baak Maan Chong et Richard Poh.

## Biographie
D'abord œuvrant dans le domaine du cinéma de Shanghai, Bu travaille pour plusieurs studios avant de devenir un réalisateur renommé des studios Mingxing. En 1931, il est embauché par la compagnie rivale Lianhua. Il y réalise des films tels Amour et Devoir (1931) et Une branche de fleurs de prunus (zh) (1931), les deux mettant en vedette Ruan Lingyu.
Alors que la guerre contre le Japon s'intensifie, Bu réalise plusieurs films présentant des thématiques patriotiques, dont notamment Mulan rejoint l'armée. Après la prise de Shanghaï par les Japonais, Bu est forcé de réaliser des films de propagande en faveur de l'occupant. Il réalise ainsi, notamment, Éternité (zh) en 1943. Après la guerre, ostracisé par ses collègues, Bu déménage à Hong Kong en 1948, où il continue à réaliser des films jusqu'à sa retraite.

## Filmographie
- 1926 : Yu jie bing qing
- 1926 : Wei hun qi
- 1926 : Liang xin fu huo
- 1927 : Hu bian chun meng
- 1927 : A Couple in Name Only
- 1928 : Xiao zhen tan
- 1928 : Mei ren guan
- 1929 : Tong xin jie
- 1929 : Nu ling fu chou ji (en) (女伶复仇记, nǚlíng fùchóu jì)
- 1929 : Liang ai zheng feng
- 1929 : Ai qin jia
- 1930 : Hai tian qing chou
- 1930 : Ge nu hen
- 1930 : Fu zi ying xiong
- 1931 : Une branche de fleurs de prunus (zh) (一剪梅, Yi jian mei)
- 1931 : Les fleurs de pêchers pleurent des larmes de sang (zh) (桃花泣血記, Taohua qixuelei ji)
- 1931 : Amour et Devoir (恋爱与义务, Liàn'ài yǔ yìwù)
- 1932 : Xu gu du chun meng
- 1932 : L’Humanité (人道, Ren dao)
- 1933 : Trois Femmes modernes (三個摩登女性, San ge modeng nüxing)
- 1933 : Lumière maternelle (zh) (母性之光, Mu xing zhi guang)
- 1934 : Golden Age (黄金时代, Huang jin shi dai)
- 1935 : Kai ge
- 1937 : La Nouvelle Humanité (新人道, Xin ren dao)
- 1938 : Qi gai qian jin
- 1938 : La Cigale des sables (en) (貂蟬, Diao Chan)
- 1939 : Mulan rejoint l'armée (木兰从军, Mulan congjun)
- 1940 : Xiao xiang ye yu, xi shi (1940)
- 1940 : Bi yu zan
- 1941 : Ningwu Pass
- 1941 : La Famille
- 1942 : Bo ai
- 1942 : Biao zhun fu ren
- 1943 : Éternité (zh) (万世流芳)
- 1943 : Yu jia nu
- 1945 : Le Rêve dans le pavillon rouge (vi) (红楼梦, Hồng lâu mộng)
- 1948 : The Soul of China
- 1949 : Da liang shan en chou ji
- 1951 : Nu ren yu lao hu
- 1952 : Hui mie
- 1952 : Fu ren xin
- 1952 : Man yuan chun se
- 1953 : Hua shen yan ying
- 1953 : Qi zi mei
- 1954 : Bi xue huang hua
- 1954 : Zai chun hua
- 1956 : Tang bo hu yu qiu xiang
- 1956 : Yu ge
- 1956 : Chang xiang
- 1957 : San zi mei
- 1957 : Ye lai xiang
- 1958 : Yi ye feng liu
- 1959 : Dou fu xi shi
- 1959 : Stolen Love
- 1960 : Dai jia chun xin
- 1960 : Kuer liulang ji
- 1960 : Tong chuang yi meng
- 1960 : Liang dai nu xing
- 1960 : Xi xiang feng
- 1960 : Hong nan lu nu
- 1960 : Di er wen
- 1961 : Mang mu de ai qing
- 1963 : Zhao wu niang

## Crédit d'auteurs
- (en) Cet article est partiellement ou en totalité issu de l’article de Wikipédia en anglais intitulé « Bu Wancang » (voir la liste des auteurs).